# Championnat du monde féminin de handball 1986
Navigation
Hongrie 1982 Corée du Sud 1990
La 9e édition du championnat du monde de handball féminin a eu lieu du 4 au 12 décembre 1986 aux Pays-Bas.
Seize équipe ont participé à la compétition qui a été remportée par l'URSS qui conserve son titre remporté quatre ans plus tôt. La Tchécoslovaquie, nettement battue 22 à 30 en finale, remporte sa première médaille depuis le bronze en 1962. Pour la Norvège, la médaille de bronze est la première remportée par l'équipe nordique. En revanche, la Yougoslavie, championne olympique en 1984 « au rabais » à cause d'une opposition réduite due au boycott de nombreuses nations majeures, doit se contenter de la 6e place.

## Qualifications
| Continent         | Place(s) | Moyen de qualification        | Nations qualifiées                                                                                               |
| ----------------- | -------- | ----------------------------- | --- |
| —                 | 1        | Organisateur                  | Pays-Bas |
| Monde (IHF)       | 3        | Jeux olympiques 1984          | Yougoslavie, Corée du Sud, Chine                                                                                 |
| Monde (IHF)       | 8        | Championnat du monde B 1985   | Allemagne de l'Est, Hongrie, Allemagne de l'Ouest, Tchécoslovaquie, Union soviétique, Norvège, Pologne, Roumanie |
| Asie (AHF)        | 2 1      | ? (Asie)                      | Japon Syrie |
| Afrique (CAHB)    | 1 0      | Championnat d'Afrique 1985    | RP Congo |
| Amériques (PATHF) | 1        | Championnat panaméricain 1986 | États-Unis |
| Monde (IHF)       | 2        | Repêchage                     | France, Autriche                                                                                                 |

La Syrie et le Congo ont été contraints de déclarer forfaits et ont été remplacés par la France, et l'Autriche, respectivement neuvième et onzième du Championnat du monde B 1985. Le motif des forfaits et du choix de l'Autriche aux dépens de la Bulgarie, dixième du Mondial B, est inconnu.

## Tour préliminaire
- Qualifié pour le tour principal.
- Reversé dans la poule de classement.

### Groupe A
|   | Équipe           | Pts | J | G | N | P | Bp | Bc | Diff |
| - | ---------------- | --- | - | - | - | - | -- | -- | ---- |
| 1 | Union soviétique | 5   | 3 | 2 | 1 | 0 | 68 | 44 | 24   |
| 2 | Yougoslavie      | 5   | 3 | 2 | 1 | 0 | 63 | 43 | 20   |
| 3 | Autriche         | 2   | 3 | 1 | 0 | 2 | 47 | 69 | -22  |
| 4 | Pologne          | 0   | 3 | 0 | 0 | 3 | 45 | 67 | -22  |

| 4 décembre 1986 18h30 | Yougoslavie | 25 – 15 | Pologne | Heerlen |
| 4 décembre 1986 18h30 | (11 – 5)    |         |         | Heerlen |

| 4 décembre 1986 20h30 | Union soviétique | 30 – 15 | Autriche | Heerlen |
| 4 décembre 1986 20h30 | (11 – 9)         |         |          | Heerlen |

| 6 décembre 1986 18h30 | Yougoslavie | 24 – 14 | Autriche | Weert |
| 6 décembre 1986 18h30 | (14 – 7)    |         |          | Weert |

| 6 décembre 1986 20h30 | Union soviétique | 24 – 15 | Pologne | Weert |
| 6 décembre 1986 20h30 | (13 – 8)         |         |         | Weert |

| 7 décembre 1986 14h00 | Autriche | 18 – 15 | Pologne | Sittard |
| 7 décembre 1986 14h00 | (9 – 10) |         |         | Sittard |

| 7 décembre 1986 16h00 | Union soviétique | 14 – 14 | Yougoslavie | Sittard |
| 7 décembre 1986 16h00 | (9 – 7)          |         |             | Sittard |

### Groupe B
|   | Équipe             | Pts | J | G | N | P | Bp | Bc | Diff |
| - | ------------------ | --- | - | - | - | - | -- | -- | ---- |
| 1 | Allemagne de l'Est | 5   | 3 | 2 | 1 | 0 | 71 | 39 | 32   |
| 2 | Hongrie            | 5   | 3 | 2 | 1 | 0 | 65 | 48 | 17   |
| 3 | Pays-Bas           | 2   | 3 | 1 | 0 | 2 | 55 | 72 | -17  |
| 4 | États-Unis         | 0   | 3 | 0 | 0 | 3 | 39 | 71 | -32  |

| 4 décembre 1986 18h30 | Hongrie  | 30 – 15 | États-Unis | Groningue |
| 4 décembre 1986 18h30 | (13 – 4) |         |            | Groningue |

| 4 décembre 1986 20h30 | Allemagne de l'Est | 34 – 18 | Pays-Bas | Groningue |
| 4 décembre 1986 20h30 | (14 – 9)           |         |          | Groningue |

| 6 décembre 1986 18h30 | Allemagne de l'Est | 23 – 7 | États-Unis | Emmen |
| 6 décembre 1986 18h30 | (9 – 4)            |        |            | Emmen |

| 6 décembre 1986 20h30 | Pays-Bas | 19 – 21 | Hongrie | Emmen |
| 6 décembre 1986 20h30 | (6 – 11) |         |         | Emmen |

| 7 décembre 1986 14h00 | Allemagne de l'Est | 14 – 14 | Hongrie | Leeuwarden |
| 7 décembre 1986 14h00 | (9 – 5)            |         |         | Leeuwarden |

| 7 décembre 1986 16h00 | Pays-Bas | 18 – 17 | États-Unis | Leeuwarden |
| 7 décembre 1986 16h00 | (12 – 8) |         |            | Leeuwarden |

### Groupe C
|   | Équipe          | Pts | J | G | N | P | Bp | Bc | Diff |
| - | --------------- | --- | - | - | - | - | -- | -- | ---- |
| 1 | Norvège         | 4   | 3 | 2 | 0 | 1 | 79 | 55 | 24   |
| 2 | Tchécoslovaquie | 4   | 3 | 2 | 0 | 1 | 68 | 61 | 7    |
| 3 | Chine           | 3   | 3 | 1 | 1 | 1 | 57 | 66 | -9   |
| 4 | Japon           | 1   | 3 | 0 | 1 | 1 | 55 | 77 | -22  |

| 4 décembre 1986 18h30 | Chine     | 20 – 19 | Norvège | Enschede |
| 4 décembre 1986 18h30 | (12 – 14) |         |         | Enschede |

| 4 décembre 1986 20h30 | Tchécoslovaquie | 24 – 17 | Japon | Enschede |
| 4 décembre 1986 20h30 | (13 – 11)       |         |       | Enschede |

| 6 décembre 1986 18h30 | Norvège   | 27 – 17 | Tchécoslovaquie | Apeldoorn |
| 6 décembre 1986 18h30 | (11 – 10) |         |                 | Apeldoorn |

| 6 décembre 1986 20h30 | Chine     | 20 – 20 | Japon | Apeldoorn |
| 6 décembre 1986 20h30 | (13 – 10) |         |       | Apeldoorn |

| 7 décembre 1986 14h00 | Norvège  | 33 – 18 | Japon | Arnhem |
| 7 décembre 1986 14h00 | (20 – 8) |         |       | Arnhem |

| 7 décembre 1986 16h00 | Tchécoslovaquie | 27 – 17 | Chine | Arnhem |
| 7 décembre 1986 16h00 | (14 – 8)        |         |       | Arnhem |

### Groupe D
|   | Équipe               | Pts | J | G | N | P | Bp | Bc | Diff |
| - | -------------------- | --- | - | - | - | - | -- | -- | ---- |
| 1 | Roumanie             | 6   | 3 | 3 | 0 | 0 | 74 | 51 | 23   |
| 2 | Allemagne de l'Ouest | 4   | 3 | 2 | 0 | 1 | 66 | 55 | 11   |
| 3 | Corée du Sud         | 2   | 3 | 1 | 0 | 2 | 65 | 60 | 5    |
| 4 | France               | 0   | 3 | 0 | 0 | 3 | 36 | 75 | -39  |

| 4 décembre 1986 18h30 | Roumanie  | 25 – 22 | Corée du Sud | Leeuwarden |
| 4 décembre 1986 18h30 | (10 – 12) |         |              | Leeuwarden |

| 4 décembre 1986 20h30 | Allemagne de l'Ouest | 21 – 17 | France | Leeuwarden |
| 4 décembre 1986 20h30 | (11 – 10)            |         |        | Leeuwarden |

Les buteuses françaises sont : Erndt (2), Labegorre (6, dont 3 pen.), Lagarrigue (2), Boutinaud (2), Martin (5).
| 6 décembre 1986 18h30 | Roumanie | 22 – 21 | Allemagne de l'Ouest | Groningue |
| 6 décembre 1986 18h30 | (10 – 9) |         |                      | Groningue |

| 6 décembre 1986 20h30 | Corée du Sud | 27 – 11 | France | Groningue |
| 6 décembre 1986 20h30 | (13 – 6)     |         |        | Groningue |

Les buteuses françaises sont : Erndt (2), Lagarrigue (1), Boutinaud (1), Jacques (1), Martin (3), Mieszaniec (1), Roca (2).
| 7 décembre 1986 14h00 | Allemagne de l'Ouest | 24 – 16 | Corée du Sud | Emmen |
| 7 décembre 1986 14h00 | (15 – 10)            |         |              | Emmen |

| 7 décembre 1986 16h00 | Roumanie | 27 – 8 | France | Emmen |
| 7 décembre 1986 16h00 | (16 – 5) |        |        | Emmen |

Les buteuses françaises sont : Labegorre (2), Jacques (3), Martin (1 pen.), Bara (1), Roca (1).

## Poule de classement
|    | Équipe     | Pts | J | G | N | P | Bp | Bc | Diff |
| -- | ---------- | --- | - | - | - | - | -- | -- | ---- |
| 13 | Pologne    | 6   | 3 | 3 | 0 | 0 | 59 | 47 | 12   |
| 14 | Japon      | 4   | 3 | 2 | 0 | 1 | 57 | 53 | 4    |
| 15 | France     | 2   | 3 | 1 | 0 | 2 | 53 | 46 | 7    |
| 16 | États-Unis | 0   | 3 | 0 | 0 | 3 | 45 | 68 | -23  |

| 9 décembre 1986 18h30 | Pologne  | 18 – 16 | Japon | Veenendaal |
| 9 décembre 1986 18h30 | (13 – 5) |         |       | Veenendaal |

| 9 décembre 1986 20h30 | France | 21 – 11 | États-Unis | Veenendaal |
| 9 décembre 1986 20h30 | (11-4) |         |            | Veenendaal |

Les buteuses françaises sont : Erndt (3), Labegorre (1), Decayeux (1), Lagarrigue (3), Jacques (5), Bara (2), Martin (6).
| 10 décembre 1986 18h30 | Pologne  | 19 – 17 | France | Schiedam |
| 10 décembre 1986 18h30 | (10 – 7) |         |        | Schiedam |

Les buteuses françaises sont : Erndt (1), Labegorre (3, dont 2 pen.), Decayeux (1), Jacques (5), Bara (2), Martin (3, dont 1 pen.), Lagarrigue (2).
| 10 décembre 1986 20h30 | Japon    | 25 – 20 | États-Unis | Schiedam |
| 10 décembre 1986 20h30 | (14 – 8) |         |            | Schiedam |

| 11 décembre 1986 18h30 | Pologne  | 22 – 14 | États-Unis | Bréda |
| 11 décembre 1986 18h30 | (11 – 8) |         |            | Bréda |

| 11 décembre 1986 20h30 | Japon   | 16 – 15 | France | Bréda |
| 11 décembre 1986 20h30 | (7 – 9) |         |        | Bréda |

Les buteuses françaises sont : Martin (8), Erndt (1), Bara (1), Labegorre (4, dont 3 pen.), Jacques (1).

## Tour principal
- Qualifié pour la finale.
- Qualifié pour le match pour la 3e place.

En cas d'égalité, le critère de départage est la règle des 25% : la différence de but entre les équipes ayant plus de points que les 25% points possibles, c'est-à-dire 3 points ou plus.

### Poule I
|   | Équipe             | Pts | J | G | N | P | Bp  | Bc  | Diff | Dép |
| - | ------------------ | --- | - | - | - | - | --- | --- | ---- | --- |
| 1 | Union soviétique   | 9   | 5 | 4 | 1 | 0 | 114 | 81  | 33   | +8  |
| 2 | Allemagne de l'Est | 7   | 5 | 3 | 1 | 1 | 117 | 93  | 24   | +3  |
| 3 | Yougoslavie        | 7   | 5 | 3 | 1 | 1 | 99  | 89  | 10   | -9  |
| 4 | Hongrie            | 5   | 5 | 2 | 1 | 2 | 93  | 90  | 3    | -2  |
| 5 | Pays-Bas           | 2   | 5 | 1 | 0 | 4 | 92  | 124 | -32  | /   |
| 6 | Autriche           | 0   | 5 | 0 | 0 | 5 | 85  | 123 | -38  | /   |

| 9 décembre 1986 18h30 | Allemagne de l'Est | 25 – 20 | Autriche | Almere |
| 9 décembre 1986 18h30 | (14 – 9)           |         |          | Almere |

| 9 décembre 1986 18h30 | Union soviétique | 27 – 17 | Pays-Bas | La Hague |
| 9 décembre 1986 18h30 | (17 – 6)         |         |          | La Hague |

| 9 décembre 1986 18h30 | Yougoslavie | 19 – 18 | Hongrie | Hoorn |
| 9 décembre 1986 18h30 | (9 – 8)     |         |         | Hoorn |

| 10 décembre 1986 20h30 | Allemagne de l'Est | 27 – 17 | Yougoslavie | Apeldoorn |
| 10 décembre 1986 20h30 | (14 – 7)           |         |             | Apeldoorn |

| 10 décembre 1986 20h30 | Union soviétique | 19 – 18 | Hongrie | Delft |
| 10 décembre 1986 20h30 | (8 – 7)          |         |         | Delft |

| 10 décembre 1986 20h30 | Pays-Bas | 22 – 17 | Autriche | Amsterdam |
| 10 décembre 1986 20h30 | (9 – 9)  |         |          | Amsterdam |

| 12 décembre 1986 18h30 | Union soviétique | 24 – 17 | Allemagne de l'Est | La Hague |
| 12 décembre 1986 18h30 | (14 – 5)         |         |                    | La Hague |

| 12 décembre 1986 18h30 | Hongrie  | 22 – 19 | Autriche | Hoorn |
| 12 décembre 1986 18h30 | (10 – 9) |         |          | Hoorn |

| 12 décembre 1986 20h30 | Yougoslavie | 25 – 16 | Pays-Bas | Arnhem |
| 12 décembre 1986 20h30 | (13 – 8)    |         |          | Arnhem |

### Poule II
|   | Équipe               | Pts | J | G | N | P | Bp  | Bc  | Diff | Dép |
| - | -------------------- | --- | - | - | - | - | --- | --- | ---- | --- |
| 1 | Tchécoslovaquie      | 8   | 5 | 4 | 0 | 1 | 111 | 101 | 10   | +7  |
| 2 | Norvège              | 7   | 5 | 3 | 1 | 1 | 117 | 90  | 27   | +14 |
| 3 | Roumanie             | 7   | 5 | 3 | 1 | 1 | 123 | 112 | 11   | +8  |
| 4 | Allemagne de l'Ouest | 4   | 5 | 2 | 0 | 3 | 93  | 96  | -3   | -11 |
| 5 | Chine                | 3   | 5 | 1 | 1 | 3 | 100 | 118 | -18  | -18 |
| 6 | Corée du Sud         | 1   | 5 | 0 | 1 | 4 | 96  | 123 | -27  | /   |

| 9 décembre 1986 20h30 | Tchécoslovaquie | 19 – 13 | Allemagne de l'Ouest | Almere |
| 9 décembre 1986 20h30 | (8 – 5)         |         |                      | Almere |

| 9 décembre 1986 20h30 | Norvège  | 29 – 16 | Corée du Sud | La Hague |
| 9 décembre 1986 20h30 | (10 – 7) |         |              | La Hague |

| 9 décembre 1986 20h30 | Roumanie  | 32 – 24 | Chine | Hoorn |
| 9 décembre 1986 20h30 | (16 – 10) |         |       | Hoorn |

| 10 décembre 1986 18h30 | Tchécoslovaquie | 22 – 21 | Roumanie | Amsterdam |
| 10 décembre 1986 18h30 | (12 – 11)       |         |          | Amsterdam |

| 10 décembre 1986 18h30 | Chine    | 19 – 19 | Corée du Sud | Apeldoorn |
| 10 décembre 1986 18h30 | (8 – 12) |         |              | Apeldoorn |

| 10 décembre 1986 18h30 | Norvège | 19 – 14 | Allemagne de l'Ouest | Delft |
| 10 décembre 1986 18h30 | (9 – 8) |         |                      | Delft |

| 12 décembre 1986 18h30 | Norvège   | 23 – 23 | Roumanie | Arnhem |
| 12 décembre 1986 18h30 | (10 – 11) |         |          | Arnhem |

| 12 décembre 1986 20h30 | Allemagne de l'Ouest | 21 – 20 | Chine | La Hague |

| 12 décembre 1986 20h30 | Tchécoslovaquie | 26 – 23 | Corée du Sud | Hoorn |
| 12 décembre 1986 20h30 | (14 – 13)       |         |              | Hoorn |

## Finales
Elles opposent les équipes placées au même rang lors du tour principal.

### Match pour la11eplace
| 13 décembre 1986 | Corée du Sud         | 31 – 30 (ap) | Autriche | Utrecht |
| 13 décembre 1986 | (13 – 12, 23 – 23)   |              |          | Utrecht |
| 13 décembre 1986 | Prol. : 2 – 2, 6 – 5 |              |          | Utrecht |

### Match pour la9eplace
| 13 décembre 1986 | Chine     | 22 – 17 | Pays-Bas | Utrecht |
| 13 décembre 1986 | (10 – 11) |         |          | Utrecht |

### Match pour la7eplace
| 13 décembre 1986 | Allemagne de l'Ouest | 18 – 17 | Hongrie | Utrecht |
| 13 décembre 1986 | (9 – 8)              |         |         | Utrecht |

### Match pour la5eplace
| 13 décembre 1986 | Roumanie         | 28 – 26 (ap) | Yougoslavie | Utrecht |
| 13 décembre 1986 | (10-13, 22 – 22) |              |             | Utrecht |
| 13 décembre 1986 | Prol. : 6 – 4    |              |             | Utrecht |

### Match pour la3eplace
| 14 décembre 1986 | Norvège        | 23 – 19        | Allemagne de l'Est      | Rotterdam Affluence : 5 000 Arbitrage : Marin, Serban |
| 14 décembre 1986 | Ingrid Steen 6 | (14 – 8)       | Kornelia Kunisch (de) 7 | Rotterdam Affluence : 5 000 Arbitrage : Marin, Serban |
| 14 décembre 1986 | ×4             | frauenhandball | ×1                      | Rotterdam Affluence : 5 000 Arbitrage : Marin, Serban |

- Norvège : Kjerstin Andersen (tout le match sauf un 7m), Unni Birkrem (un 7m) – Cathrine Svendsen (4 dont 2 pen.), Heidi Sundal (2), Hanne Hegh (3 dont 1 pen., ), Kristin Eide, Trine Haltvik (3, ), Karin Singstad, Anne Migliosi (2, ), Ingrid Steen (6 dont 1 pen.), Karin Pettersen, Kristin Midthun (3).
- Allemagne de l'Est : Sabine Picken, Andrea Stolletz – Katrin Krüger (Mietzner) (1), Kornelia Kunisch (7), Evelyn Matz-Hübscher (3), Marion Schulz (1), Kerstin Knüpfer, Kerstin Wolff, Kerstin Voigtländer (5 dont 4/4 pen.), Annegret Matthäus (1), Marika Hoffmann (Ahrens), Cordula David (1, ).

### Finale
| 14 décembre 1986 | Union soviétique      | 30 – 22        | Tchécoslovaquie         | Rotterdam Affluence : 5 000 Arbitrage : Haak, Koppe |
| 14 décembre 1986 | Nataliya Kirtschik 14 | (15 – 12)      | Mária Ďurišinová (en) 9 | Rotterdam Affluence : 5 000 Arbitrage : Haak, Koppe |
| 14 décembre 1986 | ×4                    | frauenhandball | ×3                      | Rotterdam Affluence : 5 000 Arbitrage : Haak, Koppe |

- Union soviétique : Tatiana Chalimova, Natalia Mitriouk – Larissa Karlova (6, ), Zinaïda Tourtchyna (1), Olga Semionova (4), Nataliya Kirtschik (14 dont 7/9 pen., ), Marina Bazanova (2, ), Elena Nemachkalo (3), Evguenia Tovstogan, Tamila Oleksiouk, Svetlana Mankova, Elena Gousseva.
- Tchécoslovaquie : Anna Hradská, Lenka Pospíšilová – Elena Gašparíková, Daniela Nováková-Trandžíková (3), Zuzana Budayová (2 dont 1/1 pen.), Alena Damitšová (1, ), Monika Hejtmánková, Mária Ďurišinová (en) (9 dont 4/4 pen.), Jana Kuťková (en), Jana Stašová (3, ), Božena Mazgutová (4).

## Classement final
| Rang                      | Équipe               | MJ | V | N | D | BP  | BC  | Diff |  |
| ------------------------- | -------------------- | -- | - | - | - | --- | --- | ---- |  |
| Médaille d'or, monde      | Union soviétique     | 7  | 6 | 1 | 0 | 168 | 118 | +50  |  |
| Médaille d'argent, monde  | Tchécoslovaquie      | 7  | 5 | 0 | 2 | 157 | 148 | +9   |  |
| Médaille de bronze, monde | Norvège              | 7  | 5 | 1 | 1 | 173 | 127 | +46  |  |
| 4                         | Allemagne de l'Est   | 7  | 4 | 1 | 2 | 159 | 123 | +36  |  |
| 5                         | Roumanie             | 7  | 5 | 1 | 1 | 179 | 155 | +24  |  |
| 6                         | Yougoslavie          | 7  | 4 | 1 | 2 | 150 | 132 | +18  |  |
| 7                         | Allemagne de l'Ouest | 7  | 4 | 0 | 3 | 132 | 130 | +2   |  |
| 8                         | Hongrie              | 7  | 3 | 1 | 3 | 140 | 123 | +17  |  |
| 9                         | Chine                | 7  | 2 | 2 | 3 | 142 | 155 | – 13 |  |
| 10                        | Pays-Bas             | 7  | 2 | 0 | 5 | 127 | 163 | – 36 |  |
| 11                        | Corée du Sud         | 7  | 2 | 1 | 4 | 154 | 164 | – 10 |  |
| 12                        | Autriche             | 7  | 1 | 0 | 6 | 133 | 169 | – 36 |  |
|                           |                      |    |   |   |   |     |     |      |  |
| 13                        | Pologne              | 6  | 3 | 0 | 3 | 104 | 114 | – 10 |  |
| 14                        | Japon                | 6  | 2 | 1 | 3 | 112 | 130 | – 18 |  |
| 15                        | France               | 6  | 1 | 0 | 5 | 98  | 122 | – 24 |  |
| 16                        | États-Unis           | 6  | 0 | 0 | 6 | 84  | 139 | – 55 |  |

Les trois premiers (URSS, Tchécoslovaquie et Norvège) sont qualifiées pour les Jeux olympiques 1988 tandis que toutes les autres équipes européennes sont reléguées dans le championnat du monde B 1987

## Statistiques et récompenses
Une seule joueuse est connue dans l'équipe-type (si elle a été établie) :
- Meilleure joueuse : Natalia Kirtchik (Morskova),  Union soviétique[6]

Les meilleures buteuses sont :
| Rang | Joueuse                     | Équipe               | Buts | Champs | 7m | MJ | Moy. |
| ---- | --------------------------- | -------------------- | ---- | ------ | -- | -- | ---- |
| 1    | Natalia Kirtchik (Morskova) | Union soviétique     | 61   | 35     | 26 | 7  | 8,7  |
| 2    | Dagmar Stelberg             | Allemagne de l'Ouest | 54   | 45     | 9  | 7  | 7,7  |
| 3    | Kim Hyun-mee                | Corée du Sud         | 54   | 37     | 17 | 7  | 7,7  |
| 4    | Mariana Tîrcă               | Roumanie             | 53   | 33     | 20 | 7  | 7,6  |
| 5    | Mária Ďurišinová (en)       | Tchécoslovaquie      | 50   | 27     | 23 | 7  | 7,1  |
| 6    | Mirjana Đurica              | Yougoslavie          | 40   | 23     | 17 | 7  | 5,7  |
| 7    | Jasna Merdan-Kolar          | Autriche             | 39   | 29     | 10 | 6  | 6,5  |
| 8    | Anna György                 | Hongrie              | 39   | 23     | 16 | 7  | 5,6  |
| 9    | Ingrid Steen                | Norvège              | 37   | 35     | 2  | 7  | 5,3  |
| 10   | Katrin Mietzner             | Allemagne de l'Est   | 35   | 33     | 2  | 7  | 5    |

## Effectif des équipes sur le podium

### Championne du monde:Union soviétique
L'effectif de l'URSS, championne du monde, était,, :
- Natalia Mitriouk (GB)
- Irina Malko (GB)
- Tatiana Chalimova (Djandjgava) (GB)
- Larissa Karlova
- Svitlana Mankova (en)
- Zinaïda Tourtchyna
- Olha Semenova (en)
- Tamila Oleksiouk
- Marina Bazanova
- Natalia Kirtchik (Morskova)
- Evguenia Tovstogan
- Elena Gousseva (en)
- Natalia Tsygankova (Lapitskaïa)
- Svetlana Jichareva
- Elena Nemachkalo (en)

Sélectionneur
- Igor Tourtchine

### Vice-championne du monde:Tchécoslovaquie
L'effectif de la Tchécoslovaquie, vice-championne du monde, était,, :
- Marta Pösová (GB)
- Anna Hradská (GB)
- Lenka Pospíšilová (Černá) (GB)
- Marie Šmídová
- Božena Mazgutová
- Mária Ďurišinová (en)
- Alena Damitšová
- Jana Stašová
- Daniela Nováková-Trandžíková
- Zuzana Budayová
- Jana Kuťková (en)
- Elena Gašparíková
- Monika Hejtmánková
- Julia Kolcaniova

Sélectionneur
- Jiří Zerzaň

### Troisième place:Norvège
L'effectif de la Norvège, médaille de bronze, était, :
- Kjerstin Andersen (GB)
- Unni Birkrem (GB)
- Kristin Midthun
- Heidi Sundal
- Ingrid Steen
- Åse Birkrem
- Cathrine Svendsen
- Hanne Hegh
- Hanne Hogness
- Anne Migliosi
- Kristin Eide
- Karin Pettersen
- Trine Haltvik
- Karin Singstad
- Linn Siri Jensen

Sélectionneur
- Sven Tore Jacobsen

### Quinzième place:France
L'effectif de la France, quinzième, était, :
- Carole Martin (25 buts ; 6 MJ)
- Pascale Jacques (16 buts ; 6 MJ)
- Sophie Labegorre (16 buts ; 6 MJ)
- Sandra Erndt (9 buts ; 6 MJ)
- Sylvie Lagarrigue (8 buts ; 6 MJ)
- Catherine Bara (6 buts ; 5 MJ)
- Véronique Boutinaud (3 buts ; 1 MJ)
- Pascale Roca (3 buts ; 5 MJ)
- Aline Decayeux (2 buts ; 3 MJ)
- Nathalie Mieszaniec (2 buts ; 5 MJ)
- Isabelle Piel (0 but ; 1 MJ)
- Maryline Miori (0 but ; 2 MJ)
- Marielle Demouge (0 but ; 3 MJ)
- Isabelle Milon (0 but ; 4 MJ)
- Nathalie Delayat (0 but ; 1 MJ)
- Corinne Pecheux (0 but ; 6 MJ)

Entraineur : Jean-Paul Martinet.